# Nové Dvory (kraj Wysoczyna)
Nové Dvory – miejscowość i gmina (obec) w Czechach, w kraju Wysoczyna, w powiecie Zdziar nad Sazawą. W 2022 roku liczyła 328 mieszkańców.